# 皇甫谧

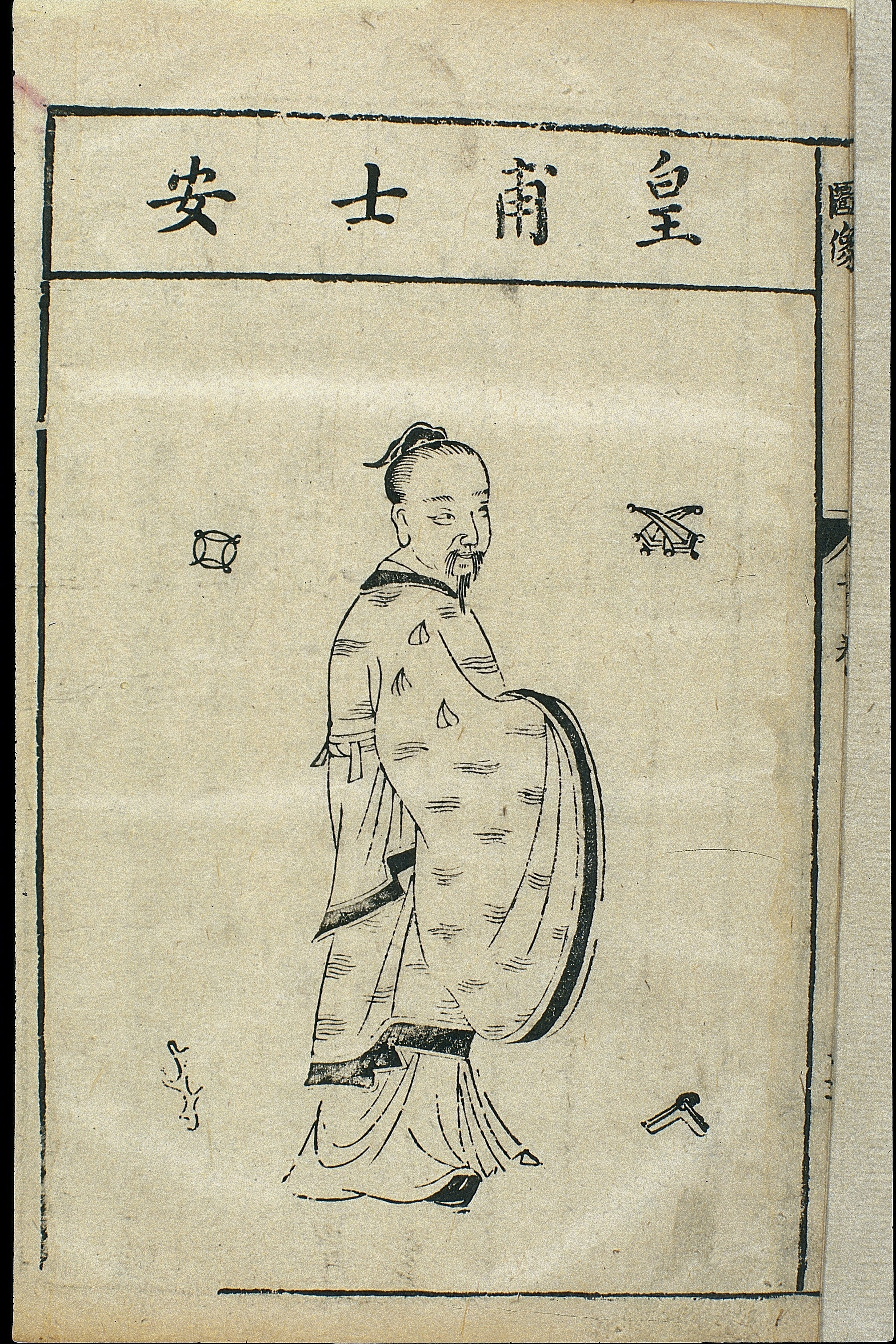
万历刻本《本草蒙筌》卷首载“历代名医图”中的皇甫谧像，转绘自《医学源流》

皇甫謐（215年—282年），字士安，幼名靜，自号玄晏先生，安定朝那县（今宁夏回族自治区固原市彭阳县）人，西晋学者、医学家。

## 生平
出于安定皇甫氏，曾祖父为东汉太尉皇甫嵩，祖父是灞陵縣令皇甫叔獻，父皇甫叔侯，舉孝廉。出后叔父，徒居新安。少家贫，边耕边读。学习废寝忘食。博览儒家经典百家，人称“书淫”。淡于名利。举孝廉而不行，相国征辟而不就。
晋武帝屡下诏敦促，皆固辞，终身不仕，潜心著述。上表，武帝赠书一车。 晚年患风痹疾。
太康三年（282年）卒，时年六十八。
子皇甫童灵、皇甫方回。六世孫皇甫希之，桓玄時為著作郎，因桓玄樹立其為假高士而被人恥笑，被人稱為“充隱”。

## 逸事
正始九年（248年）皇甫謐曾夢見預示曹爽被誅一事。

## 著作
皇甫謐把古代著名的三部醫學著作，即《素問》，《針經》（即《靈樞》），《明堂孔穴針灸治要》，综合編著成《黄帝三部鍼灸甲乙經》，共10卷，乃中国针灸学名著。到了南北朝，才被改為12卷本。。另著《帝王世纪》、《高士传》、《列女传》六卷、《玄晏春秋》、《年历》等。

## 故里之争
近年来，甘肃省平凉市灵台县对皇甫谧的籍地有了争议，主要是因为明末清初顾祖禹的笔误，朝那县位于固原东南误写为平凉府东南。

## 古文尚書的作偽嫌疑人
明代學者梅鷟在其著作尚書考異中，認為《古文尚書》是皇甫謐偽作；這一觀點在後來，有支持（如清代史學家王鳴盛、李巨來等），同時也有反駁的聲音。皇甫謐與後來將古文尚書獻呈东晋元帝的梅賾，具有師承關係，其學術傳承關係為皇甫謐傳外弟梁柳，再由梁柳授城陽臧曹，臧曹再授郡守之子梅賾。在漢代亡佚的古文尚書，在東晉付現後，一直有人提出造假推測或證據，到了清代，因為嚴整的考據手段，古文尚書為後世作偽幾成定論。至二十一世紀初，尤因清華簡面世，更證其假，也因此在學術界掀起探究作偽者身分與動機的“偵探風”。

## 延伸阅读
[在维基数据编辑]
 在维基文库阅读此作者作品（ 在维基共享资源阅览影像）
 《晉書·卷051》，出自房玄齡《晉書》